# Eumacroxiphus brevicauda
Eumacroxiphus brevicauda är en insektsart som beskrevs av Sigfrid Ingrisch 1998. Eumacroxiphus brevicauda ingår i släktet Eumacroxiphus och familjen vårtbitare. Inga underarter finns listade i Catalogue of Life.